# ACD Systems
Die Aktiengesellschaft ACD Systems International ist ein international agierendes Unternehmen mit Hauptsitz in Victoria (British Columbia), Kanada und einem Büro in den Vereinigten Staaten.

## Geschichte
Gegründet wurde das Unternehmen 1993. Ursprünglich entwickelte es Programme für die CD-ROM-Katalogisierung, wendete sich aber stärker der Entwicklung von JPEG-Decodern und Bildbetrachtungsprogrammen zu. 
Seitdem arbeitete die Firma sich zu einem wichtigen Softwarehaus Kanadas hoch. Sie beliefert laut eigenen Angaben Schulen, Behörden und die 500 wichtigsten Unternehmen mit der von ihr entwickelten Software.
ACDSee ist ein bekanntes Bildbetrachtungs- und -verwaltungsprogramm, entwickelt von ACD Systems. Es wurde zuerst als Shareware veröffentlicht, danach auch als Kaufprogramm. Das Programm hat weltweit über 25 Millionen Benutzer.

## Produkte
| Aktuelle Produkte - ACDsee Ultimate - ACDSee Pro - ACDSee - ACDSee Photo Editor - FotoSlate 4 Photo Print Studio - ACD Canvas - ACDSee 2 (Mac) - ACDSee Pro (Mac) - ACDSee Free - ACDSee Duplicate Finder - acdGO - acdVIDEO Converter 2 - acdVIDEO Converter 2 Pro - ACDSee Video Studio - acdONE Antivirus + Total Security | Eingestellte Produkte - ACDSee PowerPack - ACD FotoCanvas - ACD FotoAngelo - ImageFox - VideoMagic - FotoVac - ACDZip - PicaView - ImageShark - Express Communicator |